# Análisis por números romanos

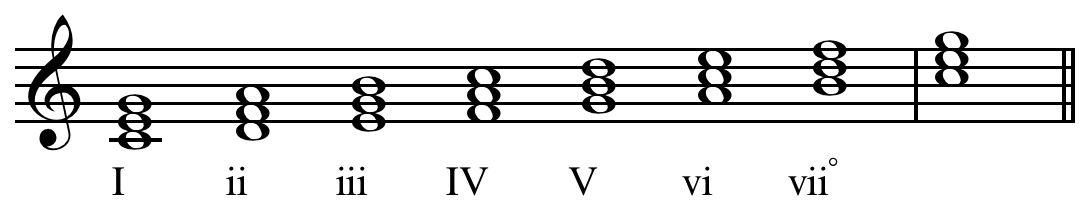
Estados fundamentales de las tríadas de la escala en Do mayor con números romanos.

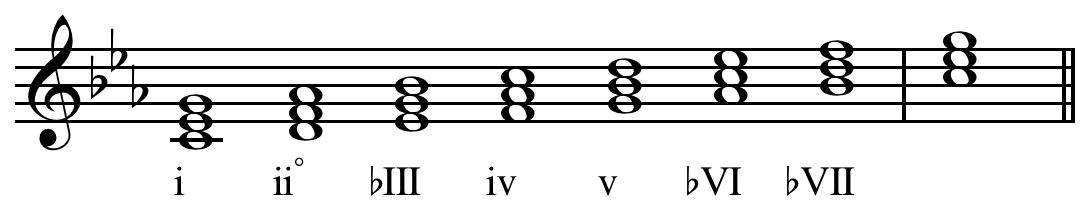
Estados fundamentales de las tríadas de la escala en do menor con números romanos.

En música, el análisis por números romanos se refiere al uso de números romanos para representar acordes. En este contexto, los números romanos (I, II, III, IV,...) se refieren usualmente a los grados de la escala (primero, segundo, tercero, cuarto, etc.). Cuando un número romano se usa para representar un acorde, se refiere al grado de la escala correspondiente a su fundamental sobre la cual se construye el acorde. Por ejemplo, III es el número romano que denota el tercer grado de la escala, o el acorde construido sobre ese grado. Con frecuencia, los números romanos en mayúscula se refieren a los acordes mayores, mientras que los números en minúscula se refieren a los acordes menores, aunque existen notaciones alternativas. En otras ocasiones, las mayúsculas se usan para todos los tipos de acorde.
En el uso de día a día, los números romanos permiten a los músicos entender la progresión de acordes en una pieza. Por ejemplo, la progresión estándar del blues de doce compases se denota como  I7 (primera), IV7 (cuarta) y V7 (quinta). En clave de Do (donde las notas de la escala son do, re, mi, fa, sol, la, si, do), el primer grado de la escala (tónica) es do mayor, la cuarta (subdominante) es fa mayor, y la quinta (dominante) es un sol mayor. Así que los acordes I7, IV7, y V7son  C7, F7, y G7.  Ahora, que si se toca la misma progresión I7-IV7-V7 en clave de La mayor (A, B, C♯, D, E, F♯, G♯), los acordes correspondientes serían A7, D7, y E7. En esencia, la numeración con romanos proporciona una forma de abstraer progresiones de acordes haciéndolos independientes de la clave en cuestión. Esto permite que la progresión armónica se transponga fácilmente a cualquier clave.

## Generalidades
El análisis por números romanos es el uso de números romanos para en el análisis musical de acordes. En teoría musical relacionada o derivada del período de la práctica común, los números romanos designan con frecuencia grados así como acordes construidos sobre ellos. En algunos contextos, se usan números arábigos acentuados para designarlos (); la teoría musical relacionada o derivada del jazz o la música popular moderna podría usar números romanos o arábigos para representar grados de la escala.
Se suele dar crédito al Versuch einer geordneten Theorie der Tonsetzkunst (Teoría de la composición musical) (Mainz, B. Schott, 1817–21) de Gottfried Weber por la popularización del método analítico por el cual un acorde se identifica con el número romano del grado de la escala correspondiente a su raíz. Sin embargo, este uso se originó en las obras de  Abbé Georg Joseph Vogler, cuyos estudios teóricos usaban el análisis por números romanos ya desde 1776 (Grave and Grave, 1988).

## Números en la práctica común
| Símbolos en el análisis por números romanos |                           |              |
| Símbolo                                     | Srgnificado               | Ejemplos     |
| ------------------------------------------- | ------------------------- | ------------ |
| Número romano en mayúscula                  | Tríada mayor              | I            |
| Número romano en minúscula                  | Tríada menor              | i            |
| Superíndice °                               | Acorde disminuido         | i°           |
| Superíndice +                               | Acorde aumentado          | I+           |
| Número en superíndice                       | nota añadida              | V7, I6       |
| Dos o más números                           | notación de bajo figurado | V4 - 3, I6 4 |
| 6                                           | Primera inversión         | I6           |
| 6-4                                         | Segunda inversión         | I6 4         |
| +4                                          | Tercera inversión         | V+4          |

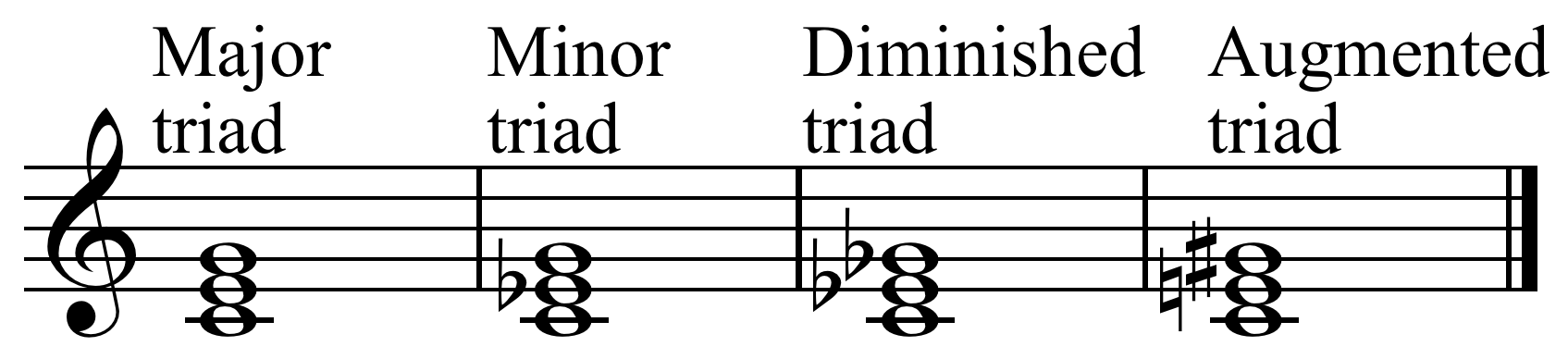
Tipos de tríadas:,,,

El sistema actual que se usa para estudiar y analizar la música tonal proviene de las obras y trabajos de Jean-Philippe Rameau. La difusión de los conceptos de Rameau sólo pudieron darse durante el decreciente estudio de la armonía teniendo como propósito el bajo continuo y sus propiedades de improvisación implícitas, mismo que se dio durante la segunda mitad del siglo XVIII. El uso de números romanos para describir los fundamentales como "grados de una escala relativos a una tónica" se realizó, de acuerdo a Dahlhaus, por John Trydell en Dos Ensayos sobre la Teoría y Práctica de la Música, publicados en Dublín en 1766. Sin embargo, Cohn afirma que Trydell usó números arábigos para este propósito y que los números romanos se sustituyeron después por Georg Joseph Vogler. Otras alternativas mencionan el híbrido funcional del sistema de numeración de Nashville y macro análisis.

## Números en el jazz y el pop
En la teoría musical enfocada al jazz y la música popular, todas las tríadas se representan por números en mayúsculas, seguidos de un símbolo para indicar si el acorde es o no mayor (por ejemplo "-" denota menor, "ø" es semidisminuido):
Mi mayor (E)
- E maj7 se convierte en  I maj7
- F♯ -7 se convierte en II -7
- G♯ -7 se convierte en III -7
- A maj7 se convierte en IV maj7
- B7 se convierte en V7
- C♯ -7 se convierte en  VI -7
- D♯ø7 se convierte en VIIø7

### Mayor
| Grado de la escala (modo mayor) | Tónica | Supertónica | Mediante | Subdominante | Dominante | Submediante | Sensible            |
| Notación tradicional            | I      | ii          | iii      | IV           | V         | vi          | vii°                |
| Notación alternativa            | I      | II          | III      | IV           | V         | VI          | VII[cita requerida] |
| Símbolo de acorde               | I Maj  | II min      | III min  | IV Maj       | V Maj     | VI min      | VII dim             |

### Menor
| Grado de la escala (modo menor) | Tónica | Supertónica | Mediante | Subdominante | Dominante | Submediante | Subtónica | Sensible |
| Notación tradicional            | i      | ii°         | III      | iv           | v         | VI          | VII       | vii°     |
| Notación alternativa            | I      | ii          | iii      | iv           | v         | vi          | vii       |          |
| Símbolo de acorde               | I min  | II dim      | ♭III Maj | IV min       | V min     | ♭VI Maj     | ♭VII Maj  | VII dim  |